# Elecciones legislativas de Rumania de 1957
El 3 de febrero de 1957 se celebraron elecciones legislativas en la República Socialista de Rumania. El único partido que se presentó a las elecciones fue el Frente Democrático Popular, dominado por el Partido Comunista Rumano e incluyendo otras organizaciones de masas. Ningún posible candidato podía postularse sin la autorización del partido. Como era de esperar, el Frente ganó los 437 escaños de la Gran Asamblea Nacional.

## Sistema electoral
Los candidatos fueron elegidos en circunscripciones uninominales, y debían recibir más del 50 % de los votos. Si ningún candidato superaba ese porcentaje, o si la participación electoral en la circunscripción era inferior al 50 %, se realizaban nuevas elecciones hasta que se cumplieran los requisitos. Los votantes tuvieron la posibilidad de votar en contra de los candidatos del Frente.

## Resultados
| Partido                    | Votos      | %    | Escaños |
| -------------------------- | ---------- | ---- | ------- |
| Frente Democrático Popular | 11 424 521 | 99   | 437     |
| En contra                  | 115 880    | 1    | –       |
| Votos en blanco/nulos      | 13 289     | –    | –       |
| Total                      | 11 553 690 | 100  | 437     |
| Participación electoral    | 11 652 289 | 99.2 | –       |
| Fuente: Nohlen & Stöver    |            |      |         |